# Вајена (Мериленд)
Вајена (енгл. Vienna) град је у америчкој савезној држави Мериленд.

## Демографија
По попису из 2010. године број становника је 271, што је 9 (-3,2%) становника мање него 2000. године.
| Група             | 2000.       | 2010.       |
| Белци             | 253 (90,4%) | 246 (90,8%) |
| Афроамериканци    | 15 (5,4%)   | 19 (7,0%)   |
| Азијати           | 5 (1,8%)    | 0 (0,0%)    |
| Хиспаноамериканци | 1 (0,4%)    | 2 (0,7%)    |
| Укупно            | 280         | 271         |